# 1791 au Nouveau-Brunswick
Chronologie du Nouveau-Brunswick
- 1787
- 1788
- 1789
- 1790
- 1791
- 1792
- 1793
- 1794
- 1795

Cette page concerne des événements d'actualité qui se sont produits durant l'année 1791 dans la province canadienne du Nouveau-Brunswick.